# Choctaw County (Mississippi)
Choctaw County je okres ve státě Mississippi v USA. K roku 2010 zde žilo 8 547 obyvatel. Správním městem okresu je Ackerman. Celková rozloha okresu činí 1 087 km².